# Clatrato idrato
I clatrati idrati (o alternativamente clatrati gassosi, idrati gassosi, clatrati, idrati, ecc.) sono una classe di solidi della chimica supramolecolare in cui le molecole di gas occupano "gabbie" composte da molecole d'acqua unite da legami idrogeno. Una volta svuotate, suddette "gabbie" diventano instabili e collassano in cristalli di ghiaccio ordinario, ma possono essere stabilizzate con l'inclusione di molecole di dimensioni opportune al loro interno. La maggior parte dei gas a basso peso molecolare (ad esempio O2, N2, CO2, CH4, H2S, argon, kripton e xeno), così come alcuni a peso più elevato come gli idrocarburi e i freon formano clatrati idrati in determinate condizioni di pressione e temperatura. I clatrati idrati non sono composti chimici. La formazione e la decomposizione dei clatrati idrati sono transizioni di fase del primo ordine e non reazioni chimiche.
Si pensa che i clatrati idrati siano presenti in grandi quantità su alcuni pianeti esterni, lune e oggetti trans-uranici, nella forma di gas legati a temperature relativamente elevate. Clatrati sono stati scoperti in grande quantità anche sulla Terra in grandi depositi di clatrati di metano nelle profondità oceaniche (per esempio sul fianco settentrionale della frana sottomarina di Storegga, che fa parte della piattaforma continentale norvegese) e nel permafrost (per esempio i campi di gas idrati di Mallik nel delta del Mackenzie nell'Artico Canadese settentrionale). I clatrati di idrocarburi sono un problema nell'industria petrolifera, poiché la loro formazione nelle tubature dei gas porta frequentemente alla loro occlusione. La deposizione di clatrati di diossido di carbonio nelle profondità oceaniche è stato proposto come metodo per rimuovere questo gas serra dall'atmosfera.

## Struttura

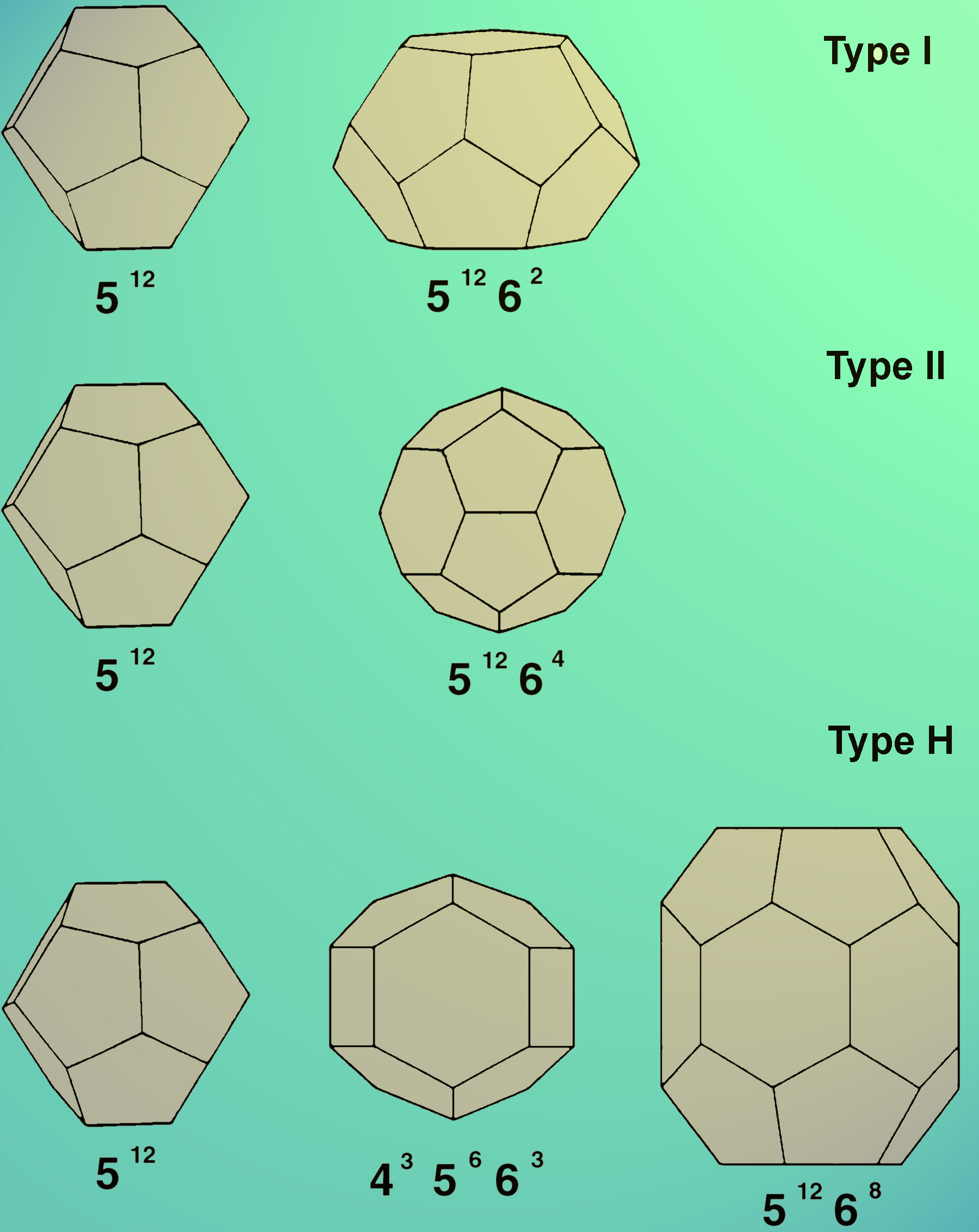
Gabbie che costituiscono i diversi tipi di struttura dei gas idrati.

I gas idrati formano solitamente due strutture cristallografiche cubiche – struttura (Tipo) I e struttura (Tipo) II di gruppi spaziali Pm3n e Fd3m rispettivamente. Più raramente è osservabile una terza struttura esagonale di gruppo spaziale {\displaystyle P6/mmm} (Tipo H).
L'unità della cella di Tipo I consiste di 46 molecole d'acqua, che formano due tipi di gabbie – piccola e grande. Le gabbie piccole nell'unità sono due contro le sei grandi. La gabbia piccola ha forma di dodecaedro pentagonale (512) e quella grande di tetrakaidecaedro (51262). Le molecole che tipicamente formano idrati di Tipo I sono il CO2 ed il CH4.
L'unità della cella di Tipo II consiste di 136 molecole d'acqua, che formano anche due tipi di gabbie – grandi e piccole. In questo caso le gabbie piccole nell'unità sono sedici contro le otto più grandi. La gabbia piccole ha ancora la forma di dodecaedro pentagonale (512) mentre quella grande questa volta è un
hexakaidecaedro (51264). Gli idrati di tipo II sono formati da gas come O2 e N2.
L'unità di cella di Tipo H consiste di 34 molecole d'acqua, che formano tre tipi di gabbie – due piccole e di tipo differente ed una enorme. In questo caso, l'unità della cella consiste di tre piccole gabbie del tipo 512, dodici piccole del tipo 435663 ed una enorme del tipo 51268. La formazione del Tipo H richiede la cooperazione di due gas ospiti (grande e piccolo) per essere stabile. È la grande cavità che consente agli idrati di struttura H di inserirsi in molecole grandi (butano, idrocarburi), data la presenza di altri gas ausiliari più piccoli di riempire e supportare le cavità rimanenti. Si ritiene che gli idrati di struttura H siano presenti nel Golfo del Messico, in cui la produzione termogenica di idrocarburi pesanti è frequente.

## Idrati nell'universo
Iro et al., cercando di interpretare la perdita di azoto delle comete, formularono la maggior parte delle condizioni per la formazione degli idrati nelle nebulose protoplanetarie, attorno alla sequenza pre-principale e principale . La chiave stava nel fornire abbastanza particelle microscopiche di ghiaccio esposte ad un ambiente gassoso. Le osservazioni del continuum radiometrico dei dischi circumstellari attorno a stelle T Tauri ed Herbig Ae/Be suggeriscono la presenza di dischi massivi di polvere consistenti di grani di dimensioni millimetriche, che scompaiono dopo vari milioni di anni. Molti lavori di rilevamento di ghiacci acquosi nell'Universo sono compiuti sull'Infrared Space Observatory (ISO). Per esempio, gli spettri di emissione ampi del ghiaccio acquoso a 43 e 60 μm sono rilevati nei dischi dell'isolata stella Herbig Ae/Be HD 100546 di Mosca. Quello a 43 µm è molto più flebile di quello a 60 µm, il che significa che il ghiaccio acquoso è collocato nella parte più esterna del disco a temperature sotto i 50 K. Vi è anche un'altra caratteristica di ghiaccio tra gli 87 e i 90 µm, che è molto simile a una nel NGC 6302 (la nebulosa Baco o Farfalla nello Scorpione). I ghiacci cristallini sono anche reperibili nei dischi protoplanetari di ε-Eridani e isolati nella stella Fe HD 142527 nella costellazione del Lupo.

## Idrati sulla Terra

### Idrati di gas naturale
Naturalmente sulla Terra gli idrati di gas possono essere rilevati sui fondali marini, nei sedimenti depositati sui fondali oceanici, o nei laghi profondi (come il Lago Bajkal), come pure in regioni permafrost. L'ammontare di metano potenzialmente intrappolato in depositi di idrato di metano può essere significativo, rendendoli più interessanti come possibili fonti energetiche nel futuro. Le ricerche dell’USGS stimano che la quantità di carbonio contenuta nei clatrati di metano oceanici sia pari a diecimila miliardi di tonnellate. Il rilascio catastrofico di metano dalla decomposizione di tali depositi può portare ad un cambiamento globale del clima, in quanto il metano è un gas serra più efficace anche del CO2. Dal canto suo, la rapida decomposizione di tali depositi è considerata un geohazard, a causa della sua capacità di provocare frane, terremoti e tsunami. Comunque, gli idrati di gas naturale non contengono solo metano ma anche altri idrocarburi come pure H2S e CO2. I clatrati di aria sono frequentemente osservabili nelle carote di ghiaccio polare.
I pingo sono strutture comuni nelle regioni permafrost. Simili strutture sono rilevabili in acqua profonda in relazione a fughe di metano.

### Idrati gassosi nelle condutture
Le condizioni termodinamiche che favoriscono la formazione di clatrati sono spesso presenti nei gasdotti. Questo è altamente pernicioso in quanto i cristalli di clatrati si possono agglomerare interrompendo il flusso di gas, danneggiando le valvole e la strumentazione. I risultati possono variare dalla riduzione del flusso al danneggiamento fisico dell'impianto.

#### Prevenzione della formazione di clatrati e tecnica della mitigazione
I clatrati hanno la spiccata tendenza ad agglomerarsi e ad aderire alle pareti dei tubi bloccando la conduttura. Una volta formati, possono essere decomposti aumentando la temperatura e/o diminuendo la pressione. Anche a queste condizioni, la dissociazione dei clatrati è un processo lento.
Pertanto, prevenire la formazione di clatrati appare essere la migliore soluzione. Una filosofia di prevenzione della formazione di clatrati può essere basata su tre criteri di sicurezza, in ordine di priorità:
1. Evitare condizioni operative che possano provocare la formazione di clatrati;
2. Modificare temporaneamente le condizioni operative al fine di evitarne la formazione;
3. Prevenirne la formazione aggiungendo sostanze che (a) spostano la condizione di equilibrio dei clatrati verso temperature inferiori e maggiore pressione o (b) aumentano il tempo di formazione dei clatrati (inibitori).

La tecnica utilizzata dipende dalle condizioni operative come la pressione, la temperatura, il tipo di fluido (gas, liquido, presenza di acqua ecc.)

#### Inibitori
Operando all'interno di un sistema di parametri in cui i clatrati si possono formare, vi sono comunque modi di evitarne la formazione. Alterare la composizione del gas con l'aggiunta di sostanze può abbassare la temperatura di formazione dei clatrati e/o ritardarne la formazione. Esistono generalmente due opzioni:
- Inibitori termodinamici
- inibitori cinetici/anti-agglomeranti

I più comuni inibitori termodinamici sono:
1. metanolo
2. glicol monoetilene (MEG)
3. glicol dietilenico (DEG).

Tutti sono reperibili, ma l'economia del recupero di metanolo non è favorevole in molti casi. Il MEG è preferito sul DEG per applicazioni ove la temperatura è attesa essere −10 °C o inferiore, per l'alta viscosità a basse temperature. Il glicol trietilenico (TEG) ha una pressione di vapore troppo bassa per essere usato come inibitore iniettato in una conduttura.
L'utilizzo di inibitori cinetici e antiagglomeranti nel campo pratico è una tecnologia nuova e in evoluzione. Richiede test estensivi e l'ottimizzazione al sistema reale. Mentre gli inibitori cinetici operano rallentando la cinetica della nucleazione, gli anti-agglomeranti non interrompono la nucleazione, interrompendo piuttosto l'agglomerazione dei cristalli di idrati gassosi. Questi due tipi di inibitori sono conosciuti anche come Inibitori di clatrati a basso dosaggio perché richiedono concentrazioni molto inferiori rispetto agli inibitori termodinamici convenzionali. Gli inibitori cinetici (che non richiedono una miscela acqua e idrocarburi per essere efficaci) sono solitamente polimeri o copolimeri mentre gli anti-agglomeranti (che richiedono tale miscela) sono polimeri o surfattanti zwitterionici (solitamente di ammonio e COOH) che vengono attratti sia dagli idrati che dagli idrocarburi.